# 威爾·凱斯·家樂
威爾·凱斯·家樂（Will Keith Kellogg，1860年4月7日—1951年10月6日）是一位美國食品製造業實業家，他創立了家樂氏公司，該公司生產各種受歡迎的早餐麥片。他是基督复臨安息日會的成員，並奉行素食主義作為其教會所教導的飲食原則。家樂也是一位慈善家，於1934年捐贈 6600萬美元創立了家樂氏基金會。